# 麦迪亚省
麦迪亚省（阿拉伯語：ولاية المدي）是阿尔及利亚北部的一个省，首府麦迪亚。該省有19個區，64個市鎮。該省成立於1962年。該省冬季寒冷潮湿，春季温和，夏季炎热干燥，年降雨量达500毫米。
36°16′N 2°45′E / 36.27°N 2.75°E